# Politique au Cap-Vert
La politique au Cap-Vert est caractérisée par un modèle étatique de république démocratique semi-présidentielle où le président est le chef d'État et le premier ministre le chef de gouvernement. La constitution du Cap-Vert approuvée pour la première fois en 1980 et substantiellement révisée en 1992 définit les bases de l'organisation gouvernementale. Elle déclare que le gouvernement est « l'organe qui définit, conduit et exécute la politique générale interne et externe du pays » et est responsable devant l'Assemblée nationale. Le Premier ministre est le chef du gouvernement et ce faisant, désigne les autres ministres et secrétaires d'État. Les membres de l'Assemblée nationale sont élus par un vote au suffrage universel pour un mandat de cinq ans. Le Premier ministre est nommé par l'Assemblée nationale et sa charge lui est conférée par le Président. Le Président est le chef de l'État et est élu au suffrage universel pour un mandat de cinq ans, renouvelable une fois.
Le système judiciaire est composé d'une Cour suprême de justice, dont les membres sont nommés par le Président, l'Assemblée nationale et le Conseil supérieur de la magistrature, et des cours régionales de justice. Les délits et les crimes ne sont pas jugés par les mêmes cours. L'appel auprès de la Cour suprême est possible.
Tous les citoyens du Cap-Vert de 18 ans et plus ont le droit de vote.

## Principaux postes politiques
- Président : José Maria Neves (depuis le 9 novembre 2021)
- Premier ministre : Ulisses Correia e Silva (depuis le 22 avril 2016)
- Président de l'Assemblée nationale : Austelino Tavares Correia (depuis le 19 mai 2021)

## Situation politique
À la suite de son indépendance vis-à-vis du Portugal le 5 juillet 1975, le Parti africain pour l'indépendance de la Guinée-Bissau et du Cap-Vert (PAIGC) établit un système politique unipartite. Celui-ci devint le Parti africain pour l'indépendance du Cap-Vert (PAICV) en 1980 après un coup d'État en Guinée-Bissau qui amena les deux républiques sœurs à prendre leurs distances.
À la suite des revendications croissantes des citoyens pour une démocratie multipartite, des élections pluralistes eurent lieu pour la première fois en 1991. Le parti de l'opposition, le Mouvement pour la démocratie (MPD), remporta les élections législatives et forma un gouvernement. Le candidat du MPD remporta aussi l’élection présidentielle face au candidat du PAICV. Aux élections de 1996, le MPD accrut sa majorité, mais le PAICV revint au pouvoir en 2001 en remportant les élections législatives et présidentielle puis conserva cet avantage lors des échéances de 2006. Cependant, le parti dirigeant dut céder sa majorité au MPD lors des élections locales de 2004.
Lors des élections législatives du 6 février 2011, le Parti africain pour l'indépendance du Cap-Vert (PAICV) obtient 50,9 % des voix et 37 sièges et donc tout juste la majorité absolue, devant le premier parti de l’opposition le Mouvement pour la démocratie (MPD) qui totalise 41,9 % et 28 sièges, et l'Union capverdienne indépendante et démocratique (UCID) qui, avec 4,9 %, conserve ses 2 sièges.
En général, le régime démocratique du Cap-Vert est stable. Les élections passées ont été considérées comme libres et justes, une presse libre existe et la loi est respectée par l'État. L'élection présidentielle d'août 2011 a été ainsi saluée par l'Union africaine.

## Divisions administratives
Le Cap-Vert est divisé en 22 municipalités appelées concelhos (concelho au singulier) :
- Boa Vista ;
- Brava ;
- Maio ;
- Mosteiros ;
- Paul ;
- Praia ;
- Porto-Novo ;
- Ribeira Brava ;
- Ribeira Grande ;
- Ribeira Grande de Santiago ;
- Sal ;
- Santa Catarina ;
- Santa Catarina do Fogo ;
- Santa Cruz ;
- São Domingos ;
- São Filipe ;
- São Lourenço dos Órgãos;
- São Miguel ;
- São Salvador do Mundo;
- São Vicente ;
- Tarrafal;
- Tarrafal de São Nicolau.